# Gagea toppinii
Gagea toppinii är en liljeväxtart som beskrevs av Syamali Dasgupta och D.B.Deb. Gagea toppinii ingår i Vårlökssläktet och i familjen liljeväxter.
Artens utbredningsområde är Pakistan. Inga underarter finns listade.